# Sigmund Schenkling
Sigmund Schenkling (Laucha an der Unstrut, 11 luglio 1865 – Eisleben, 16 dicembre 1946) è stato un entomologo tedesco, specializzato in coleotteri.
La collezione di Schenkling è detenuta dall'Istituto tedesco di entomologia. È rinomata per i cleridi, gli erotilidi, i languriidi, gli elotidi e gli endomichidi.

## Opere
- 1928-1929.Con Walther Hermann Richard Horn Index Litteratuae Entomologicae Horn, Berlin-Dahlem.
- Come editore Coleopterorum Catalogus. W. Junk,Berlin.